# Lanfonnet
Le Lanfonnet est une montagne de France située en Haute-Savoie, au-dessus du lac d'Annecy.

## Géographie
La montagne se trouve au sud-est d'Annecy, à l'est de son lac, au sud-ouest de Thônes et au nord-ouest de la Tournette. À ses pieds à l'ouest se trouvent le hameau d'Angon et le village de Talloires. Elle forme une falaise orientée nord-sud, sommet d'un crêt de calcaire urgonien marquant, avec les Grandes Lanches juste au nord, le rebord occidental d'un synclinal perché. Par symétrie, le rebord oriental de ce synclinal est formé par le roc Lancrenaz et l'arête Couturier, entre les deux s'étendant l'aulp de Riant et le vallon du Lindion ; au nord-ouest, les dents de Lanfon constituent une butte-témoin de ce plissement. Le point culminant de la montagne est situé dans le Nord de la falaise, à 1 793 mètres d'altitude, son extrémité méridionale étant la roche Murraz à 1 768 mètres d'altitude. D'un point de vue administratif, le Lanfonnet est partagé entre les territoires communaux d'Alex à l'est et de Talloires-Montmin à l'ouest.
Le sentier de randonnée emprunté par le GR 96 et le GRP Tour du Lac d'Annecy traverse l'aulp Riant à l'est du Lanfonnet. C'est du petit col entre la roche Murraz et le roc Lancrenaz à l'extrémité méridionale de l'alpage que démarre le petit sentier menant au sommet du Lanfonnet.

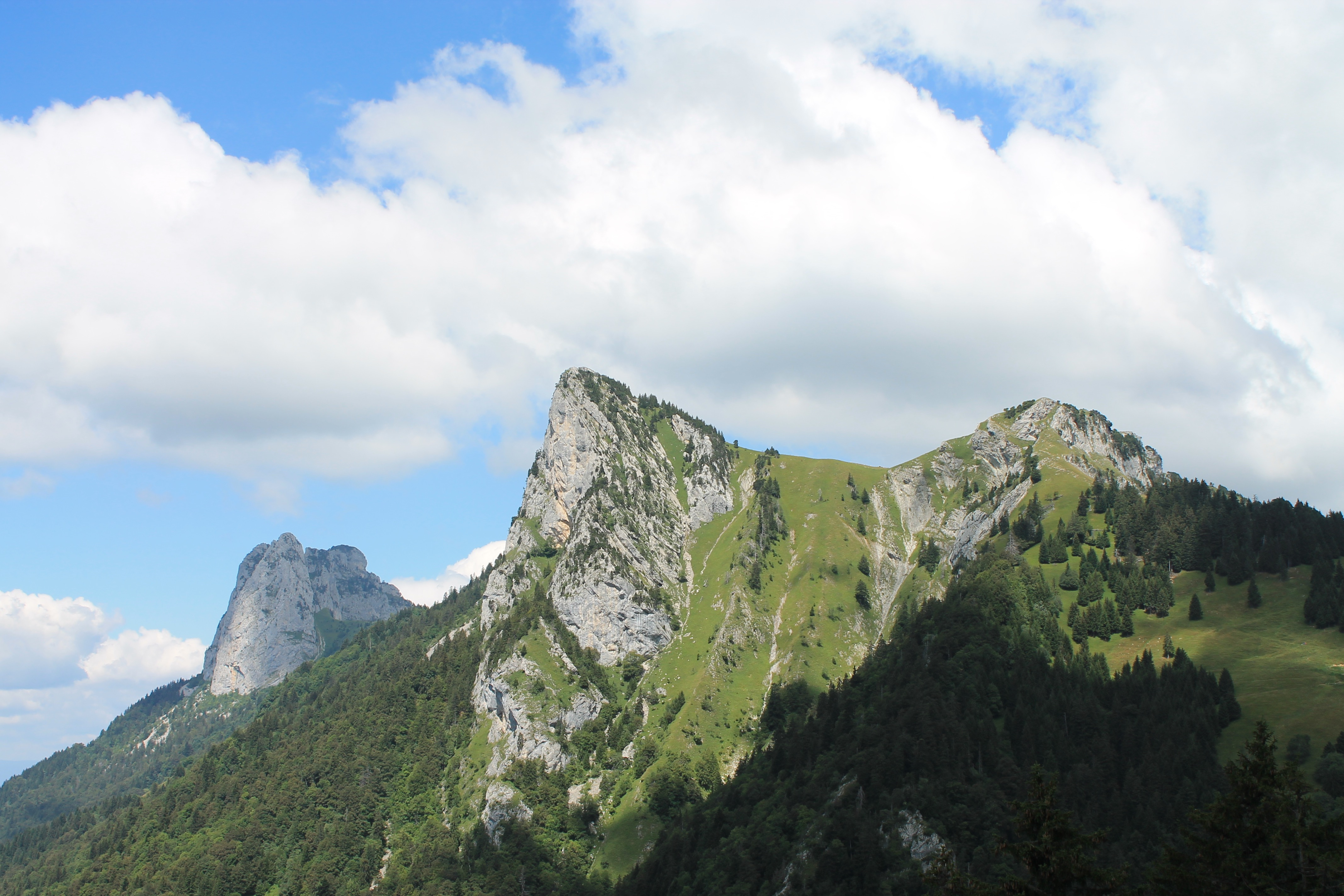
Vue des dents de Lanfon (à gauche), de la roche Murraz, point méridional du Lanfonnet, au centre et du roc Lancrenaz (à droite), depuis le col de l'Aulp au sud.

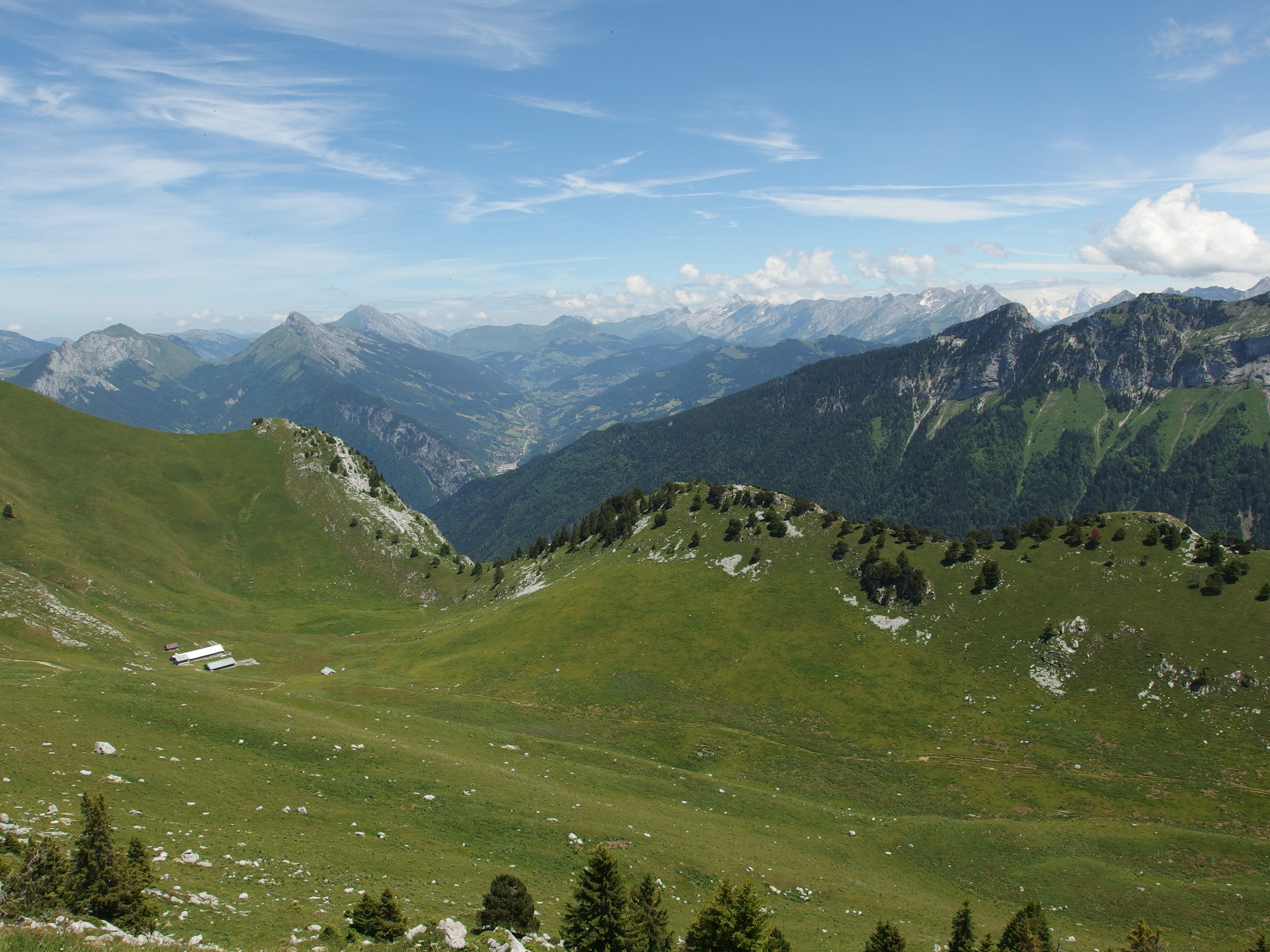
Vue de l'aulp Riant et d'une partie du massif des Bornes et de la chaîne des Aravis depuis le sommet du Lanfonnet.